# Mariehäll
Mariehäll est un quartier du district de Bromma à Stockholm en Suède.

## Description
Mariehäll est un quartier de Västerort, dans la commune de Stockholm, situé à la frontière avec la commune de Sundbyberg. 
Mariehäll se compose en partie de complexes industriels et de bureaux, en partie de maisons multifamiliales et de paries résidentielles plus anciennes et plus récentes.
Mariehäll faisait à l'origine partie de la ferme Bällsta. 
À la fin du XIXème siècle, Mariehäll est devenue une zone industrielle en raison de sa proximité avec la banlieue de Sundbyberg, alors récemment fondée. 
Une zone de maisons individuelles au sud-ouest de Mariehäll, alors appelée Bällsta villastad, a été incorporée dans Mariehäll. 
Dans les années 2000, une zone résidentielle à haute densité appelée Annedal a été construite dans le nord de Mariehäll, augmentant ainsi sa population.

## Transports
La ligne 30 (Sickla – Solna) du Tvärbanan a été construite le long du côté ouest de Mariehäll et a été inaugurée en 2003. Elle s'arrête à proximité de Karlsbodavägen et Bällsta bro.
La ligne 31 (Alviks strand – Aéroport de Stockholm-Bromma) du Tvärbanan, a été construite juste au sud de Mariehäll en 2020.

## Galerie

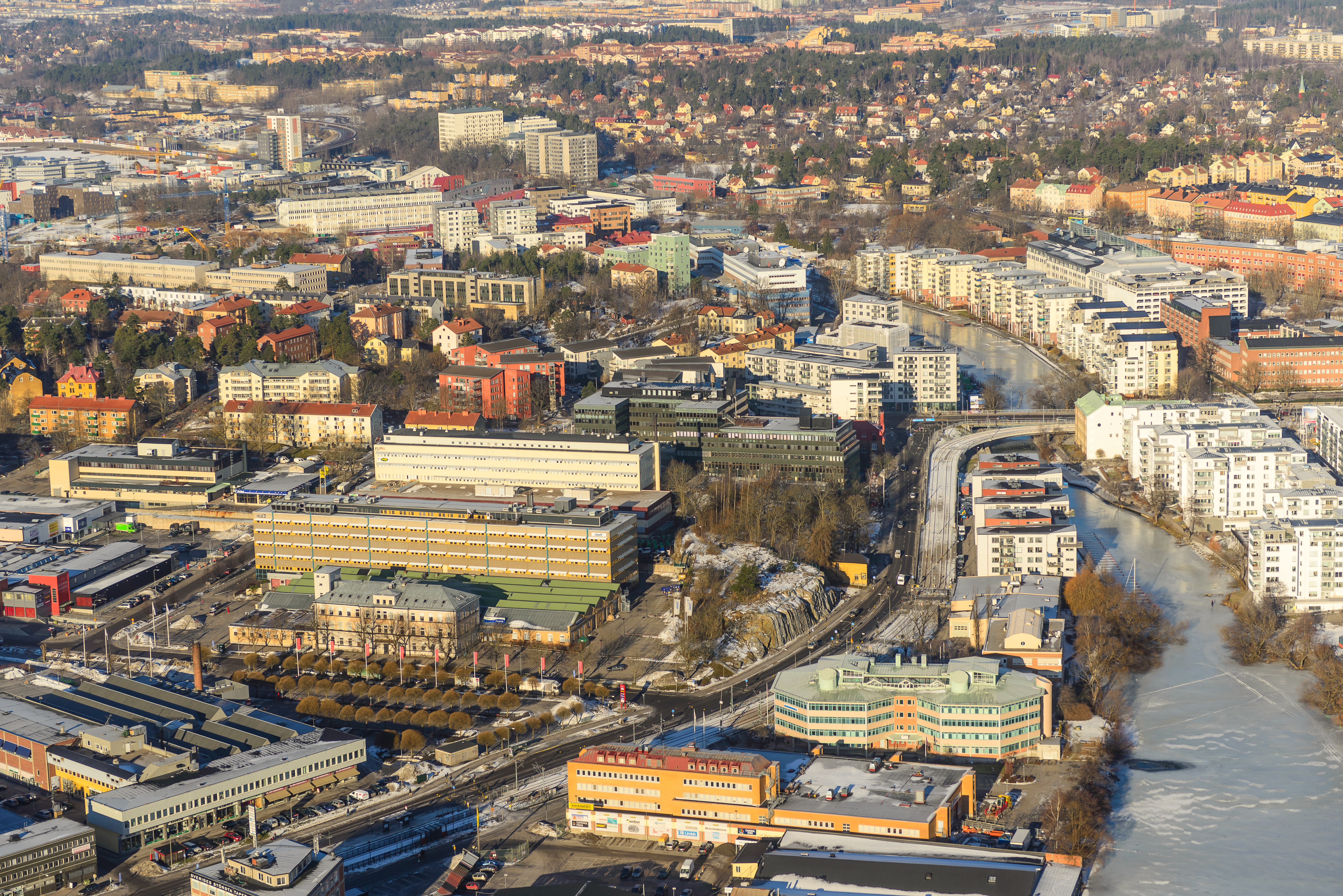
Mariehäll avec le Bällstaån et Sundbyberg à droite. Au premier plan, le long de la route, la nouvelle ligne du Tvärbanan.
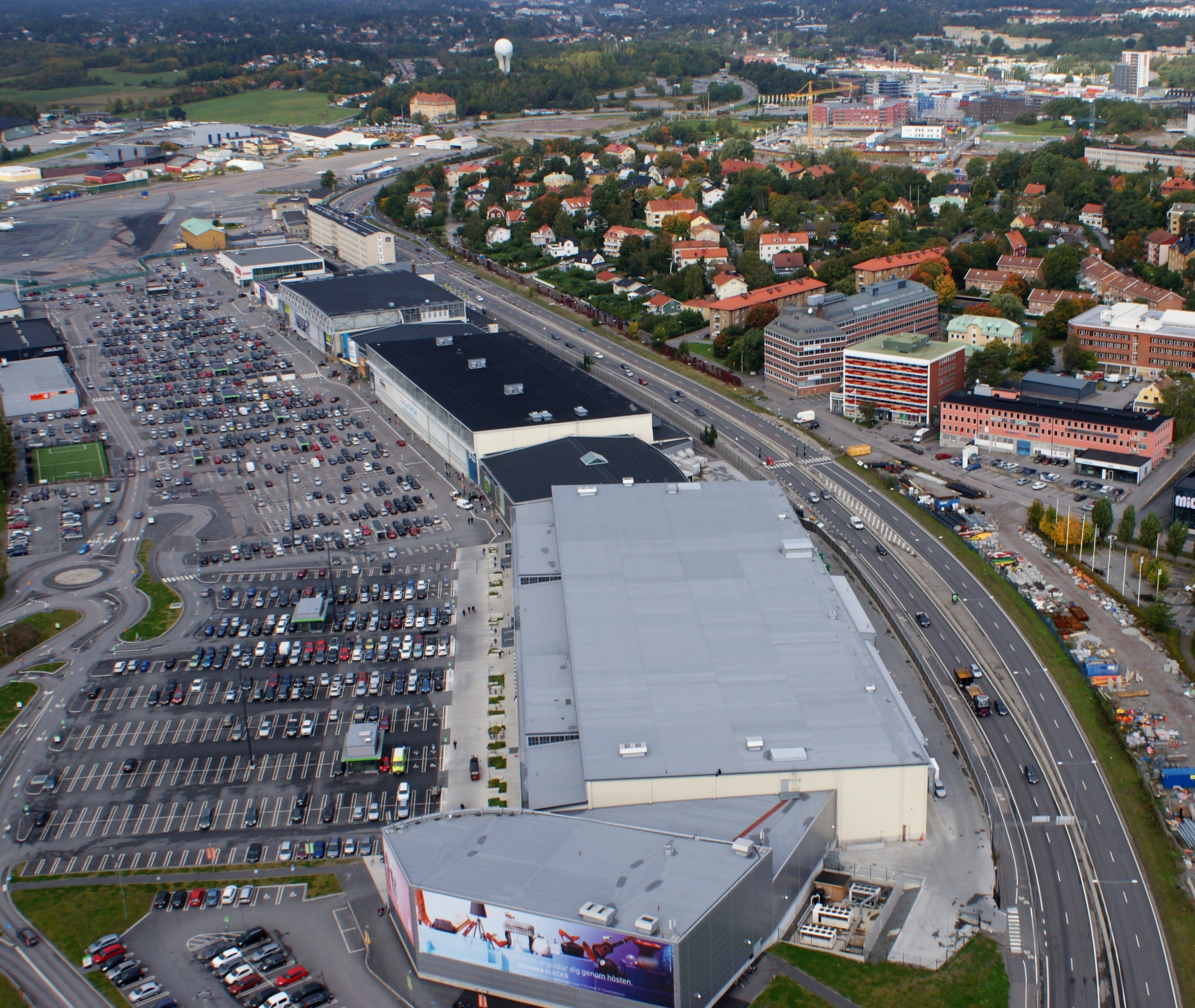
Bromma Blocks.
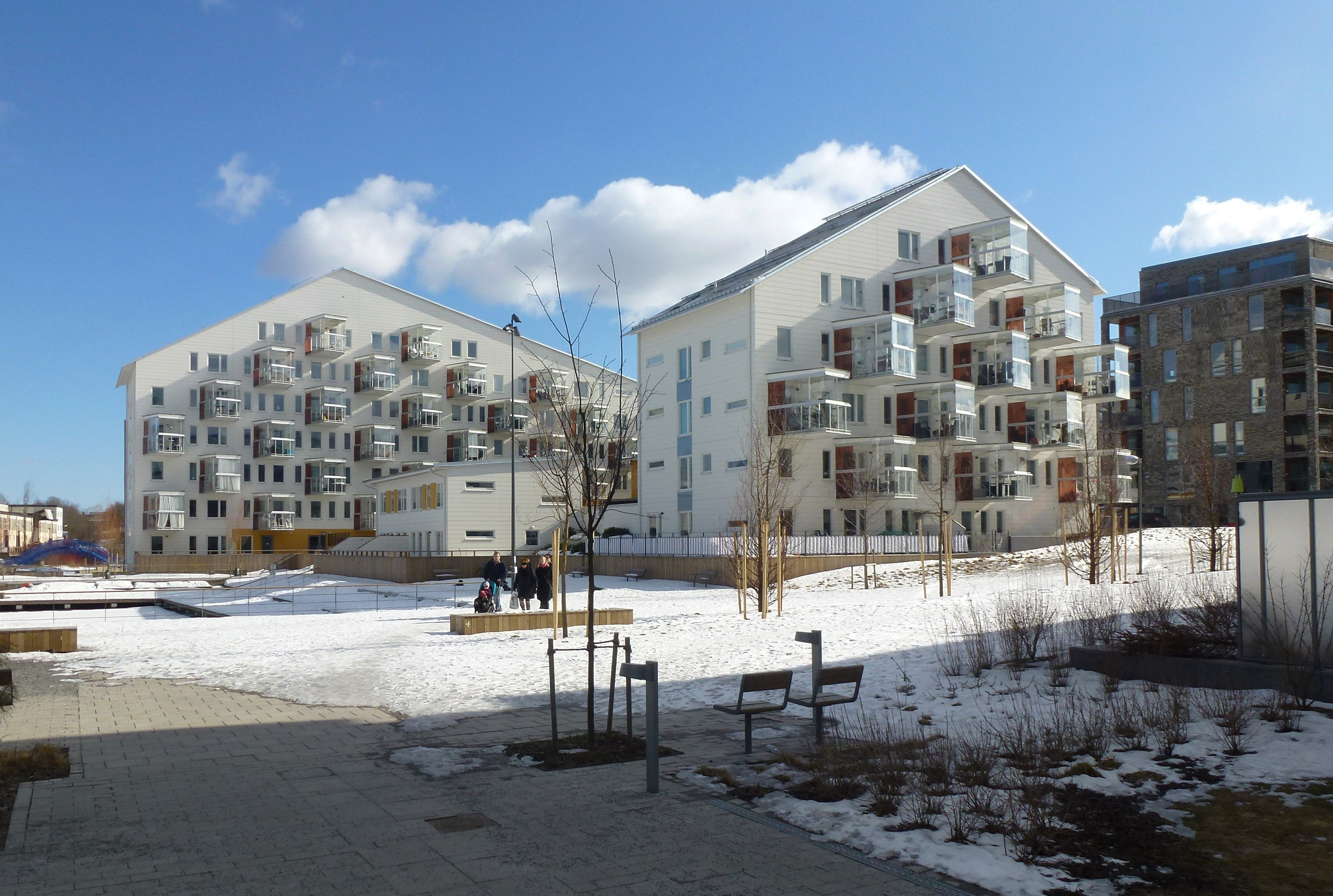
Annedal.
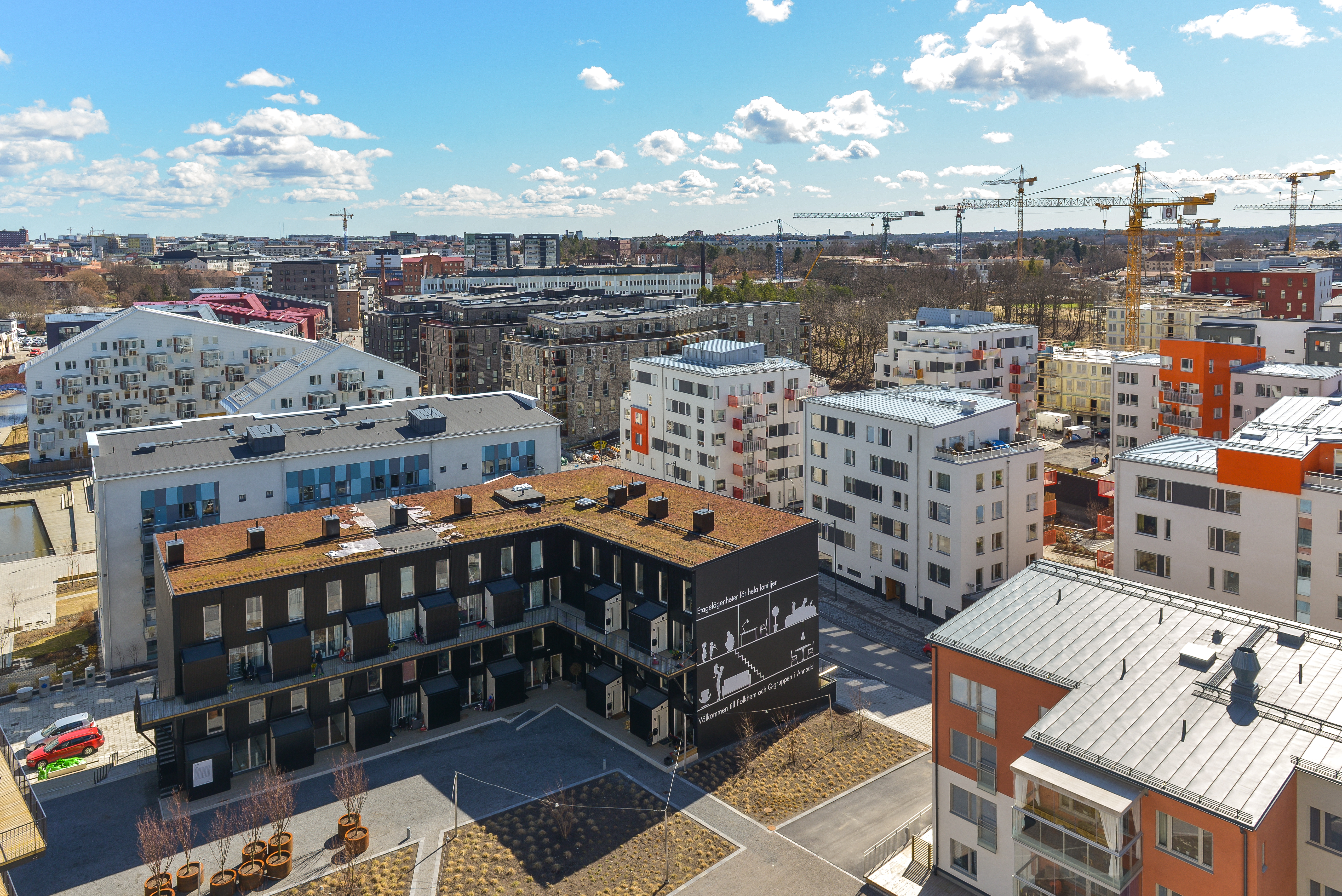
Annedal.

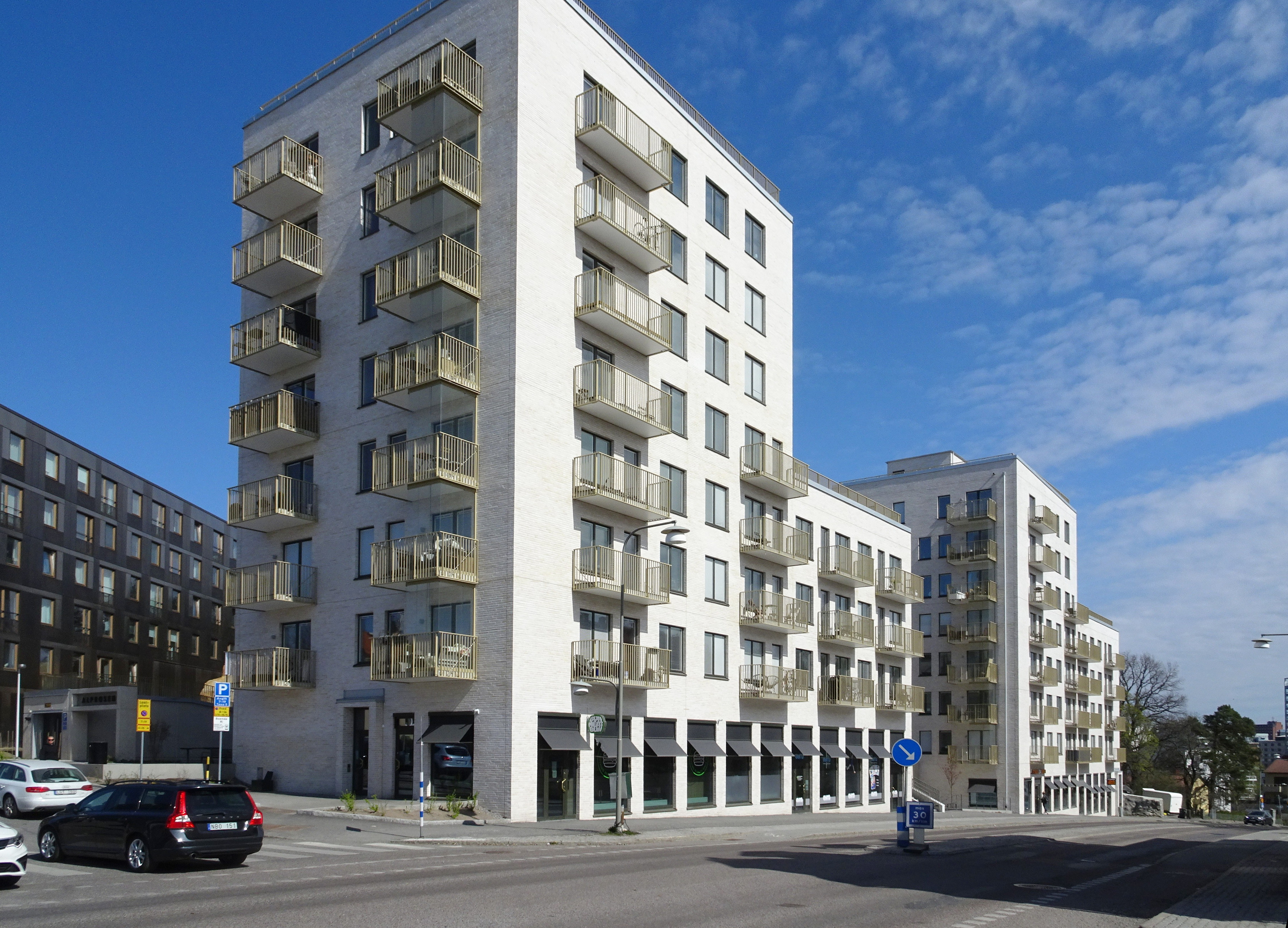
Alprosen, Bällstavägen.
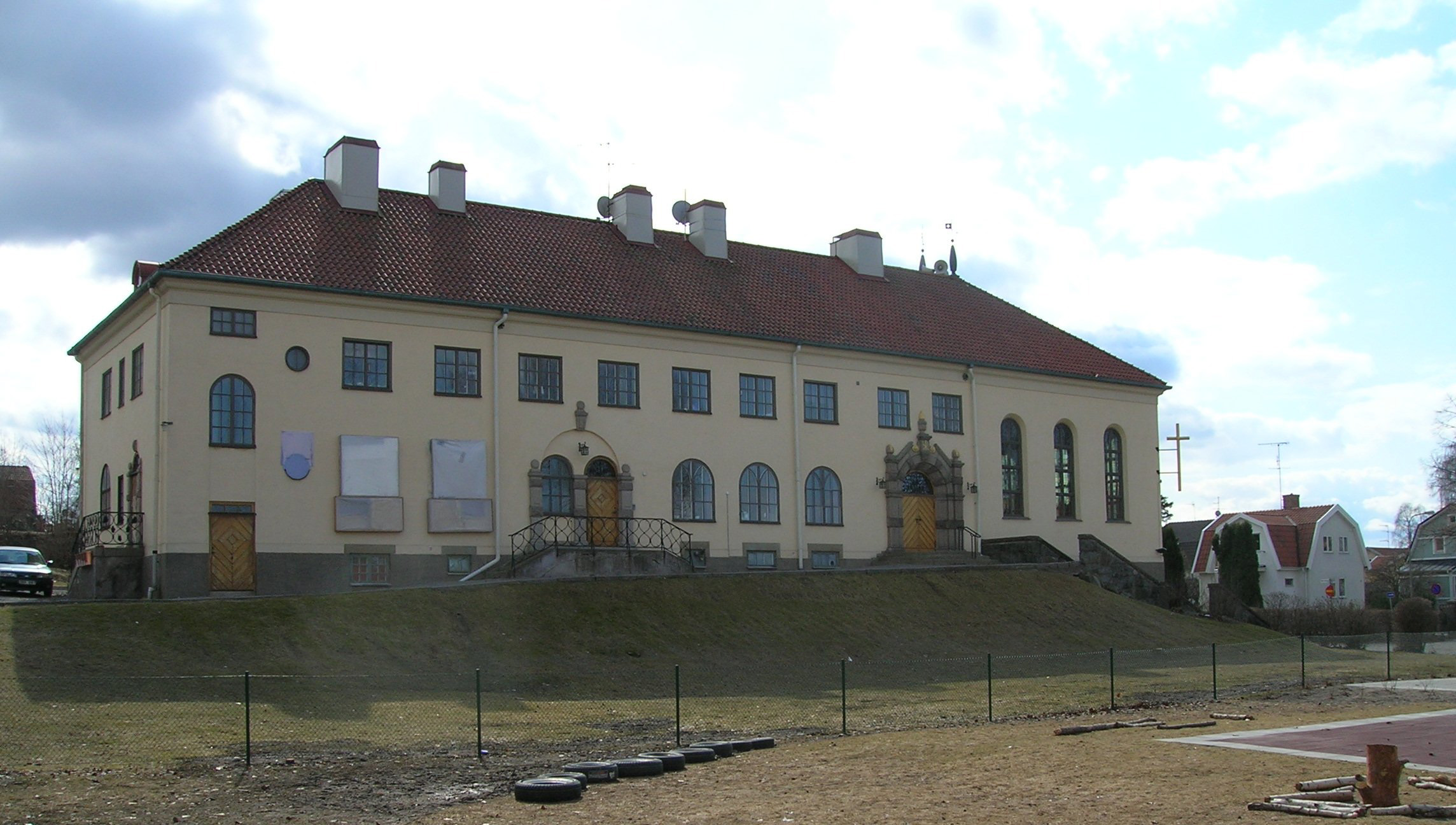
Maison paroissiale.
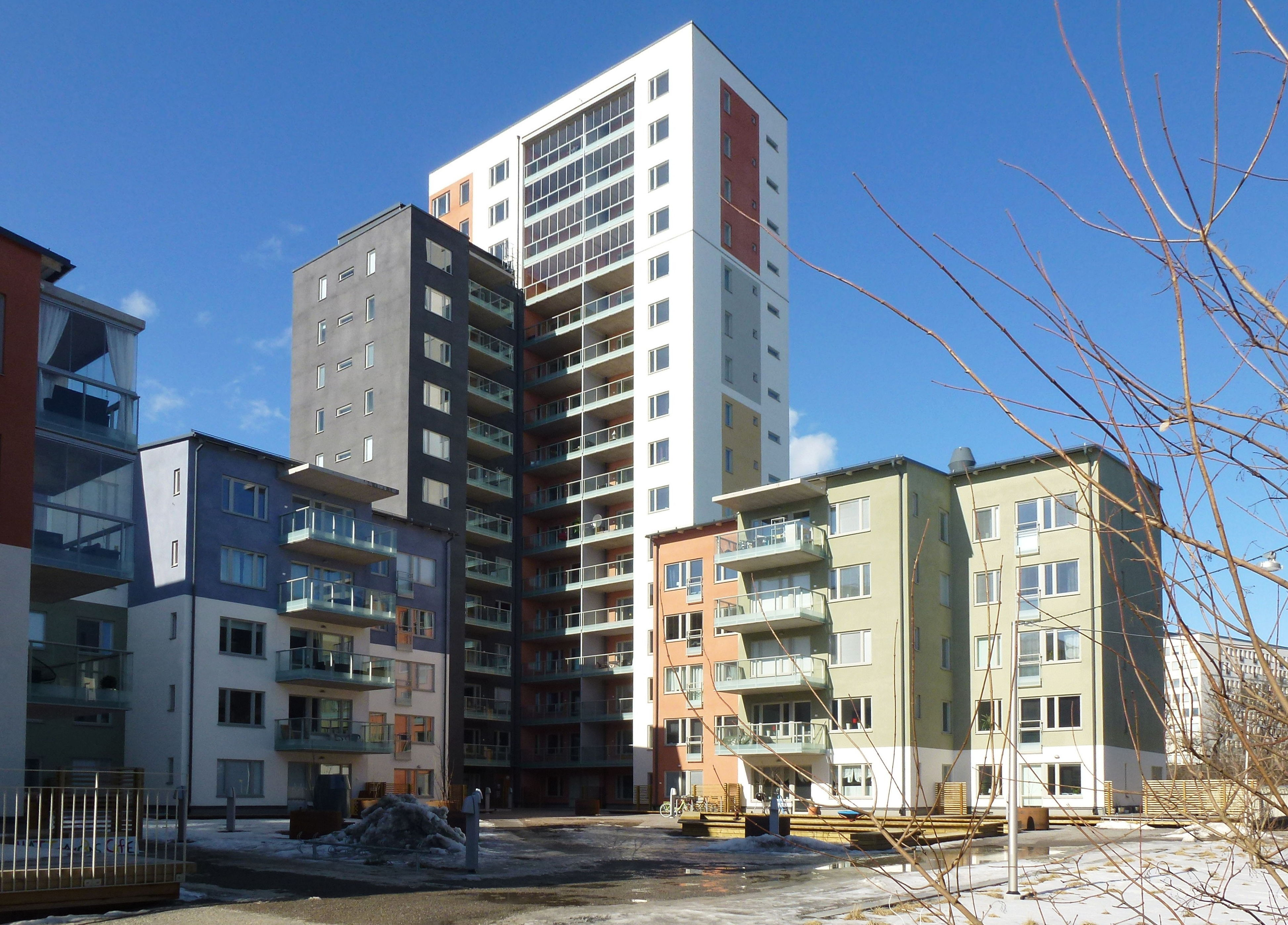
Mattisborgen 1.
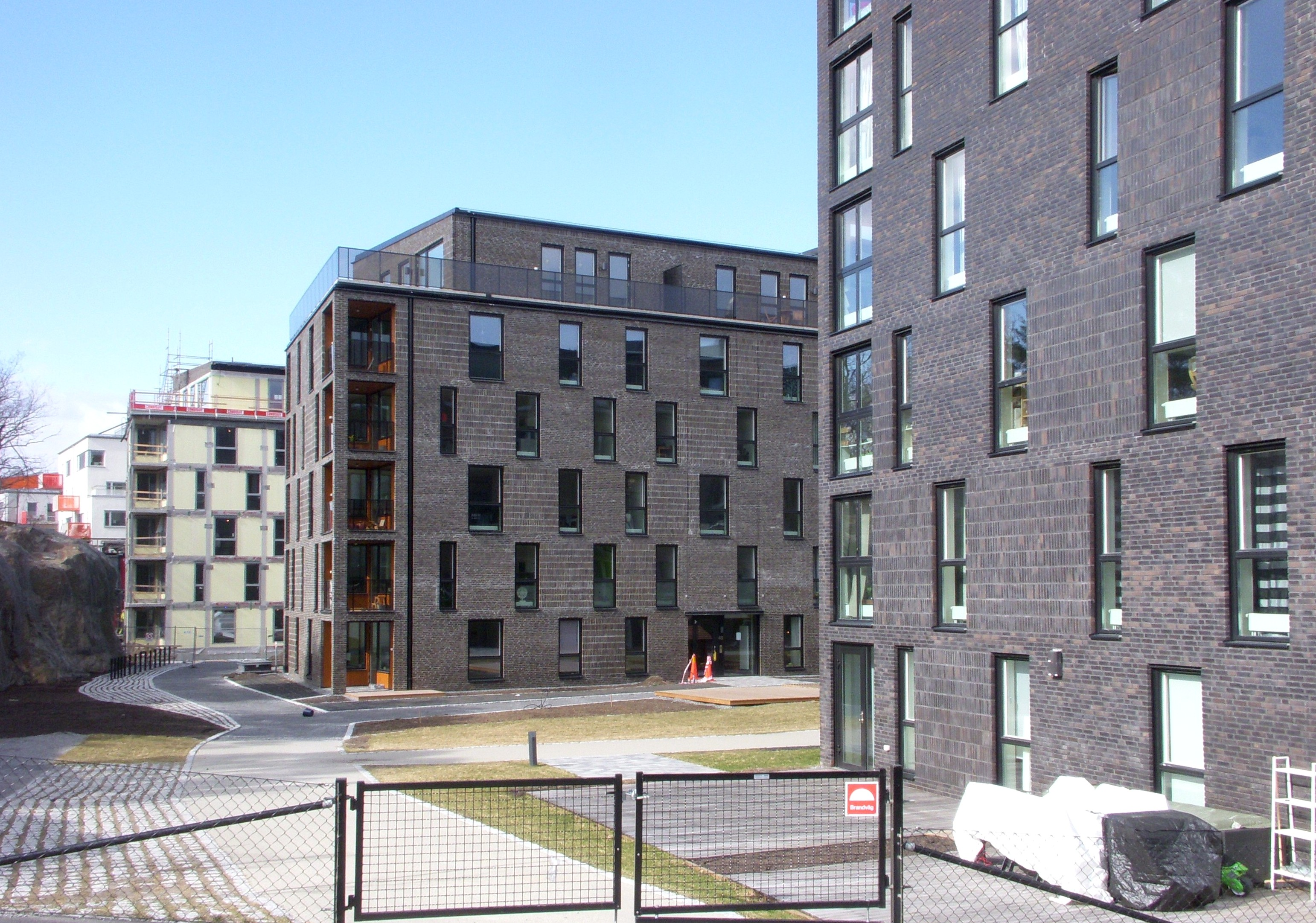
Annedal.